# Sero el Mero

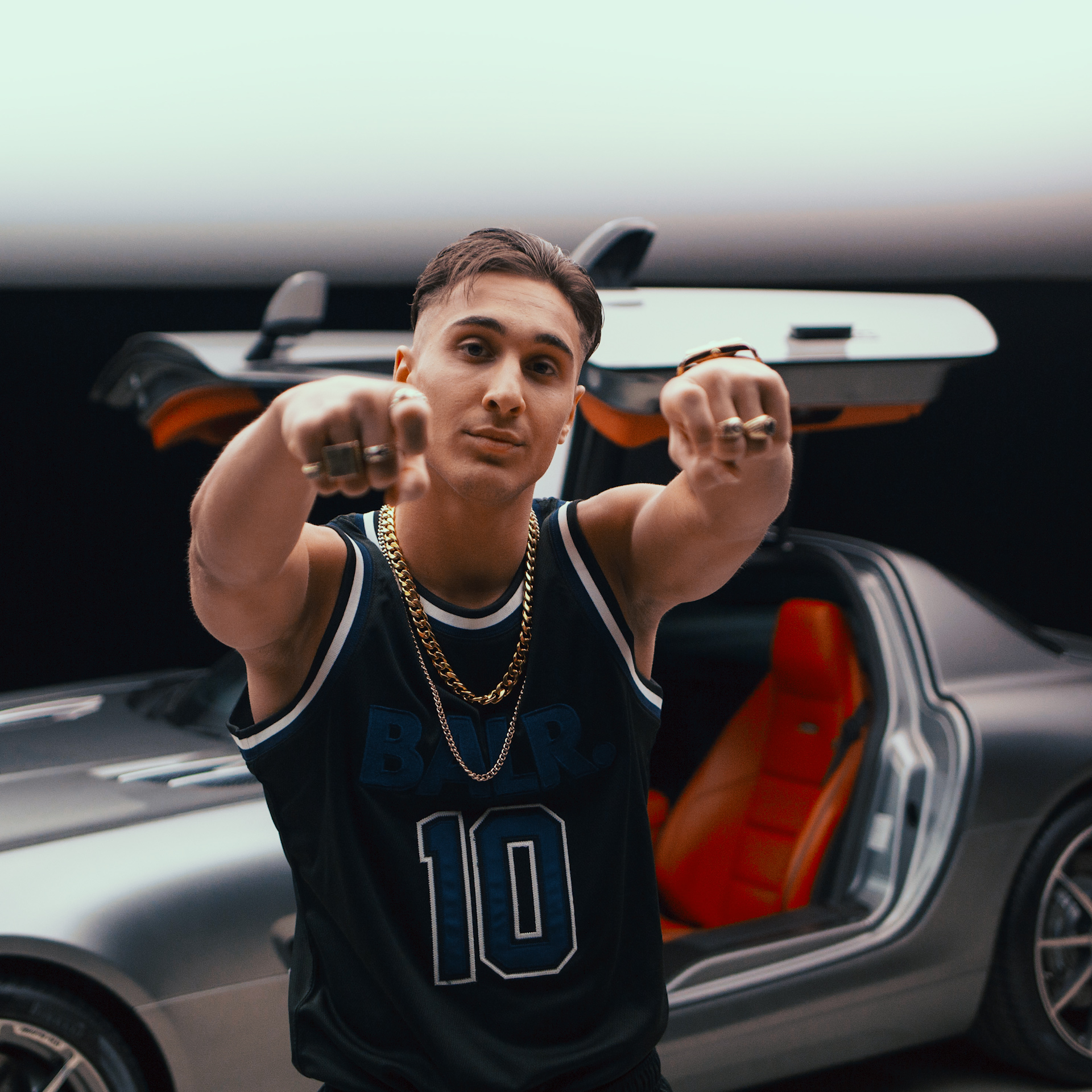
Sero el Mero (2019)

Sero el Mero (* 1999 in Bremerhaven; bürgerlich Kebir Sefer Sargin) ist ein deutscher Rapper.

## Karriere
Sero el Mero wuchs im Bremerhavener Ortsteil Grünhöfe auf. Er wurde durch die Veröffentlichung von Rap-Videos auf seinen Social-Media-Profilen bekannt. Sein Instagram-Account hat über 487.000 Abonnenten (Stand: Mai 2023). Die Besonderheit seines Rap-Stils liegt vor allem im Wechsel zwischen verschiedenen Flows.
Im Juli 2018 erschien seine Debütsingle Meros überall. Es folgten die Veröffentlichungen Schnelles Geld und GreenYardz Connection. Im Mai 2019 wurde bekanntgegeben, dass er beim Label Groove Attack TraX unter Vertrag steht. Im selben Monat wurde die Single Ohne Sinn veröffentlicht, die auf Anhieb Platz zehn der deutschen Singlecharts erreichte. Ende Mai veröffentlichte das Y-Kollektiv auf Youtube ein Video, in dem unter anderem die Vermutung aufgestellt wurde, dass die Streamingaufrufe zur Single Ohne Sinn gekauft worden sein könnten. Labelchef Xatar wies die Vorwürfe in einem Instagram-Video und einem Interview zurück.
Im Juli 2019 erschien sein Debütalbum BabyFaceFlow, das Platz 13 der deutschen Albumcharts erreichen konnte.

## Diskografie

### Studioalben
| Jahr | Titel Musiklabel                  | Höchstplatzierung, Gesamtwochen, AuszeichnungChartplatzierungen (Jahr, Titel, Musiklabel, Platzierungen, Wochen, Auszeichnungen, Anmerkungen) | Höchstplatzierung, Gesamtwochen, AuszeichnungChartplatzierungen (Jahr, Titel, Musiklabel, Platzierungen, Wochen, Auszeichnungen, Anmerkungen) | Höchstplatzierung, Gesamtwochen, AuszeichnungChartplatzierungen (Jahr, Titel, Musiklabel, Platzierungen, Wochen, Auszeichnungen, Anmerkungen) | Anmerkungen                             |
| Jahr | Titel Musiklabel                  | DE | AT | CH | Anmerkungen                             |
| ---- | --------------------------------- | --- | --- | --- | --------------------------------------- |
| 2019 | BabyFaceFlow Groove Attack TraX   | DE13 (3 Wo.)DE | AT28 (1 Wo.)AT | CH35 (1 Wo.)CH | Erstveröffentlichung: 16. August 2019   |
| 2020 | Ghetto Diamant Groove Attack TraX | DE46 (1 Wo.)DE | — | — | Erstveröffentlichung: 4. September 2020 |
| 2022 | Mein Weg Groove Attack TraX       | — | — | — | Erstveröffentlichung: 6. Mai 2022       |

### Singles
| Jahr | Titel Album                      | Höchstplatzierung, Gesamtwochen, AuszeichnungChartplatzierungen (Jahr, Titel, Album, Platzierungen, Wochen, Auszeichnungen, Anmerkungen) | Höchstplatzierung, Gesamtwochen, AuszeichnungChartplatzierungen (Jahr, Titel, Album, Platzierungen, Wochen, Auszeichnungen, Anmerkungen) | Höchstplatzierung, Gesamtwochen, AuszeichnungChartplatzierungen (Jahr, Titel, Album, Platzierungen, Wochen, Auszeichnungen, Anmerkungen) | Anmerkungen                                   |
| Jahr | Titel Album                      | DE | AT | CH | Anmerkungen                                   |
| --- | -------------------------------- | --- | --- | --- | --------------------------------------------- |
| 2018 | Meros überall –                  | — | — | — | Erstveröffentlichung: 24. Juli 2018           |
| 2018 | Schnelles Geld –                 | — | — | — | Erstveröffentlichung: 2. September 2018       |
| 2018 | GreenYardz Connection –          | — | — | — | Erstveröffentlichung: 5. Oktober 2018         |
| 2019 | Ohne Sinn BabyFaceFlow           | DE10 (4 Wo.)DE | AT21 (2 Wo.)AT | CH45 (2 Wo.)CH | Erstveröffentlichung: 2. Mai 2019             |
| 2019 | Dein Fahrer BabyFaceFlow         | DE13 (5 Wo.)DE | AT28 (2 Wo.)AT | CH42 (1 Wo.)CH | Erstveröffentlichung: 21. Juni 2019           |
| 2019 | Anders BabyFaceFlow              | — | — | — | Erstveröffentlichung: 12. Juli 2019           |
| 2019 | Nokia BabyFaceFlow               | DE43 (1 Wo.)DE | — | — | Erstveröffentlichung: 2. August 2019          |
| 2019 | Telefon BabyFaceFlow             | DE38 (1 Wo.)DE | — | — | Erstveröffentlichung: 16. August 2019         |
| 2020 | Babble la bab Ghetto Diamant     | DE73 (1 Wo.)DE | — | — | Erstveröffentlichung: 17. Januar 2020         |
| 2020 | Alles Politik Ghetto Diamant     | — | — | — | Erstveröffentlichung: 7. Februar 2020         |
| 2020 | Lass cruisen Ghetto Diamant      | DE41 (1 Wo.)DE | — | — | Erstveröffentlichung: 3. Juli 2020            |
| 2020 | Ein Mann ein Wort Ghetto Diamant | DE— 1DE | — | — | Erstveröffentlichung: 21. August 2020         |
| 2022 | Schweigen ist Gold –             | DE— 2DE | — | — | Erstveröffentlichung: 18. März 2022 mit Xatar |
| Folgende Lieder erschienen nicht als Single, wurden aber durch das Album zum Download und Streaming bereitgestellt und konnten somit eine Platzierung erlangen: |                                  | | | |                                               |
| |                                  | | | |                                               |
| 2020 | Late Night $ex Ghetto Diamant    | DE— 3DE | — | — | Charteinstieg: 11. September 2020 feat. Nimo  |